# Piraten wider Willen
Piraten wider Willen (Originaltitel: Abbott and Costello Meet Captain Kidd) ist eine US-amerikanische Filmkomödie des Regisseurs Charles Lamont aus dem Jahr 1952. Stars sind das Komikerduo Abbott und Costello sowie Charles Laughton.

## Handlung
Oliver Johnson und Rocky Stonebridge arbeiten in der Death's Head Tavern. Eines Tages bittet Lady Jane die beiden, dem Sänger Bruce Martingale einen Liebesbrief zu überbringen.
In der Taverne isst Captain Kidd mit Captain Bonney, einer Piratenfrau, zu Abend. Bonney ist entrüstet, dass Kidds Schiffe in ihr Revier eingedrungen sind und ihre Schiffe überfallen haben, und sie fordert von Kidd Schadenersatz. Kidd erklärt ihr, dass er seinen Schatz auf der Knocheninsel versteckt habe und nur er im Besitz der Karte sei. Er will sie ins Schlepptau nehmen, um ihr auf der Insel ihren Schadenersatz zu geben. Während des Gesprächs wartet Oliver auf die Bestellung der beiden. Dabei vertauscht er unabsichtlich den Liebesbrief mit der Schatzkarte. Rocky bemerkt den Fehler und fordert von Kidd einen Teil des Schatzes und einen Platz bei der Expedition für die Herausgabe der Karte. Kidd gibt sich geschlagen, plant aber, die beiden zu töten, sobald er die Karte wieder besitzt.
Die Reise, zu der auch der Sänger Bruce gezwungen wird, beginnt. Während der Reise unternimmt Kidd einige erfolglose Versuche, an die Karte zu kommen. Bonney hingegen glaubt, der Liebesbrief sei von Oliver und für sie gedacht. Auf der Reise kapert Kidd ein Schiff. Auf diesem befindet sich Lady Jane, die gekidnappt wird. 
Auf der Insel angekommen, beginnen Oliver und Rocky den Schatz zu bergen. Kidd enthüllt dabei seine wahren Pläne, woraufhin Bonney alarmiert wird. Bonney und ihre Mannschaft greifen an, gewinnen den Kampf, nehmen Kidd gefangen und freuen sich über den gehobenen Schatz.

## Kritiken
„Turbulente Piratenfilm-Parodie, trotz einiger Längen und Plattheiten immer noch kurzweilig und unterhaltsam. Herausragend: die von Charles Laughton mit chargierender Spiellaune dargebotene Rolle des Piratenkapitäns.“

„Recht konventionell gestaltete Parodie auf die Piratenfilme der 1930er und 1940er Jahre, die jedoch mit Charles Laughton einen besonderen Glanzpunkt aufweist und auch nur deswegen erwähnenswert ist.“

## Hintergrund – Trivia
- Der 1934 mit dem Oscar ausgezeichnete Charles Laughton persifliert hier seine Rolle als Captain Kidd, die er 1945 in dem Film Unter schwarzer Flagge (OT: Captain Kidd) gespielt hat.
- Das Film-Budget betrug 450.000 US-Dollar.[3]
- Regie-Assistent war der später berühmte Regisseur Robert Aldrich.